# Поду Илфовацулуј (Ђурђу)
Поду Илфовацулуј (рум. Podu Ilfovățului) насеље је у Румунији у округу Ђурђу у општини Бутуруђени. Oпштина се налази на надморској висини од 81 m.

## Становништво
Према подацима из 2002. године у насељу је живело 26 становника, од којих су сви румунске националности.